# Looking for Love
Looking For Love este cel de-al doilea single extras de pe albumul In Orbit, al cântăreței de origine suedeză, Petra Marklund.

## Informații generale
Pe data de 18 februarie a anului 2004, September a lansat cel de-al treilea EP din cariera sa. Acesta se numește September All Over și conține patru versiuni diferite ale melodiei cu același nume. În același timp melodia a fost extrasă și pe single, devenind astfel cel de-al treilea și ultimul extras de pe albumul September. Fiind în concordanță cu celelalte piese incluse pe album, aceasta are influențe puternice pop, dar și dance, însă într-o manieră mult mai subtilă. Această melodie a fost ultima lansată sub semnătura casei de discuri Stockholm Records.
Spre deosebire de single-ul precedent, September All Over s-a bucurat de succes în rândurile fanilor, reușind să obțină poziția cu numărul opt în topul din Suedia. În regiunea Scandinaviei, melodia a obținut difuzare slabă la posturile radio, nereușind să intre în topurile celor mai difuzate piese. În prezent, September All Over se află pe poziția cu numărul 2310 în topul celor mai bune melodii care au intrat în topul din Suedia.
În videoclipul filmat pentru această melodie, Petra Marklund este surprinsă în timpul unei petreceri, unde cântă și dansează alături de invitați. De asemenea, apar și cadre în care ea cântă în dimineața de după petrecere.

## Lista melodiilor
Looking For Love EP -Lansat: 5 octombrie 2005 (Suedia, Finlanda, Norvegia, Danemarca)
- "Looking for Love" (Radio Version) (3:23)
- "Looking for Love" (Extended) (5:09)
- "Looking for Love" (Funky Bomb Remix) (3:46)
- "Looking for Love" (Funky Bomb Remix Extended) (5:05)

Looking For Love EP -Lansat: 11 mai 2007 (Australia, Germania și Elveția)
- "Looking for Love" (Radio Version) (3:25)
- "Looking for Love" (Extended Version) (5:11)
- "Looking for Love" (Michi Lange Remix) (7:37)
- "Looking for Love" (Punkstar Remix) (5:55)
- "Looking for Love" (Funky Bomb Remix Extended) (5:06)

Informațiile pentru această secțune provin din magazinul iTunes.

## Poziții ocupate în topuri
| Chart (2003)           | Peak position |
| ---------------------- | ------------- |
| Swedish Singles Chart  | 17            |
| Romanian Singles Chart | 73            |